# Michel Henry
Michel Henry (Hải Phòng, 10 de enero de 1922- Albi, 3 de julio de 2002) fue un filósofo y novelista francés.

## Biografía
Henry nació en Vietnam (entonces Indochina) y quedó huérfano a los diecisiete días de nacido, su padre, un oficial naval que era piloto en el puerto de Haiphong, falleció en un accidente automovilístico. Su madre volvió a Francia cuando él tenía siete años, primero a Lille, donde vivió con su abuelo que era músico, compositor y director del conservatorio. Su madre era pianista, por lo que pasó su infancia en un ambiente impregnado de música clásica. Luego estudió en París. en el Lycée Henri-IV En junio de 1943, se alistó en la Resistencia y se incorporó a los maquis del Haut Jura bajo el nombre en clave de Kant, y tuvo que bajar de las montañas para cumplir sus misiones en Lyon ocupado por los alemanes y patrullado por los nazis, una experiencia de la clandestinidad que marcará profundamente su filosofía.
Al final de la guerra, pasó la agregación de filosofía (1944), luego se dedicó a preparar una tesis bajo la supervisión de Jean Hyppolite, Jean Wahl, Paul Ricœur, Ferdinand Alquié y Henri Gouhier. Pasó diez años escribiendo su tesis principal sobre La esencia de la manifestación, que se publicó en 1963, y en el que buscaba superar la principal carencia de toda filosofía intelectualista, que es simplemente, según él, el desconocimiento de la vida real de los individuos vivos, tal como cada uno la experimenta desde dentro y la vive concretamente en la propia carne afectiva, es decir desde un punto de vista puramente subjetivo. La redacción de su tesis secundaria dedicada a Maine de Biran, titulada Philosophie et phénoménologie du corps, se completó ya en 1950, pero se publicó solo en 1965 por razones académicas.
Después de haber enseñado en la escuela secundaria de Casablanca, en la escuela secundaria de Argel luego, en 1953-1954 en la facultad de Aix-en-Provence como asistente, Michel Henry fue, desde 1960, profesor de filosofía en la Universidad de Montpellier donde construyó su obra alejándose de las modas filosóficas y de las ideologías dominantes.  
Su novela L'Amour les yeux fermés ganó el premio Renaudot en 1976.[cita requerida]

### La recepción de su filosofía
Su tesis sobre La esencia de la manifestación fue muy bien acogida por los miembros del jurado que reconocieron el valor intelectual y la seriedad de su autor, pero esta tesis tuvo poca influencia en su obra posterior. Su trabajo sobre Marx fue rechazado por marxistas que fueron duramente criticados, como por aquellos que se negaron a ver a Marx como un filósofo y lo redujeron a un ideólogo responsable del marxismo. Su libro sobre la Barbarie ha sido considerado por algunos como un discurso un tanto simplista y demasiado cortante “anticientífico” y “tecnofóbico”.
Es en particular sobre estos presupuestos henryianos de subjetividad en el trabajo que Ghislain Deslandes, sin embargo, construye su fenomenología y su crítica de la condición gerencial.
En cuanto a sus obras sobre el cristianismo, parecen haber decepcionado bastante a ciertos teólogos profesionales y exegetas católicos que se contentaron con señalar y corregir lo que consideraban “errores dogmáticos”. Su fenomenología de la vida fue objeto de un folleto en El giro teológico de la fenomenología francesa de Dominique Janicaud quien ve en la inmanencia de la vida sólo “la afirmación de una interioridad tautológica”. Michel Haar le reprochó su “dogmatismo metafísico”. Por su parte, Antoine Vidalin publicó en 2006 un libro titulado La parole de la Vie, en cuyo prefacio Jean-Marie Hennaux, profesor del Instituto de Estudios Teológicos de Bruselas, afirma que la fenomenología de la vida de Michel Henry “permite un acercamiento renovado a todos los dominios de la teología” y que su filosofía “permitirá renovar y profundizar muchas cuestiones teológicas”.
Comparando la fenomenología de Michel Henry con la metafísica religiosa de Simone Weil, Emmanuel Gabellieri esfuerza por mostrar que “el concepto de la Vida como autoafección, y de Dios como autogozo de una esencialidad de la Vida consigo misma, no puede ser suficiente para pensar en Dios” como Amor Trinitario : la fenomenología de Michel Henry no reconoce al Espíritu Santo, y en consecuencia se muestra incapaz de pensar, primero en Dios, luego en el hombre, la esencia del don, “que no es sólo el don del ser o de la vida, sino el don de uno mismo trascendente immanente cuya fenomenalidad implica lo que va más allá de ella”.
Como dice Alain David en un artículo publicado en la Revista Filosófica de Francia y del extranjero (número 3 de julio-septiembre de 2001), el pensamiento de Michel Henry parece demasiado radical, cambia demasiado profundamente los hábitos de pensamiento, es difícil de recibir, incluso si todos sus lectores dicen estar impresionados por su “poder”, por el “efecto asombroso” de un pensamiento que “limpia todo a su paso”, que “provoca admiración” y, sin embargo, “no transmite convicción”. Porque no sabemos si nos enfrentamos a “la violencia de una palabra profética o a la pura locura”. Rolf Kühn afirma también en esta misma revista, para explicar la difícil recepción de la obra de Michel Henry, que “si uno no pacta con ningún poder de este mundo, inevitablemente se somete al silencio y a la crítica de todos los poderes posibles, ya que toda institución se le recuerda que su poder visible o aparente es, en suma, sólo la impotencia, pues nadie se lleva a sí mismo a la vida fenomenológica absoluta”.
Sus obras han sido objeto de numerosas traducciones, sobre todo al inglés, alemán, español, italiano, portugués y japonés. Se le ha dedicado un gran número de libros, especialmente en francés, pero también en alemán, español e italiano. También se dedicaron varias conferencias internacionales al pensamiento de Michel Henry en Beirut, Cerisy, Praga, Montpellier, París y Louvain-la-Neuve en 2010. Michel Henry es considerado por algunos que conocen su obra como uno de los más importantes filósofos contemporáneos, y su fenomenología de la vida empieza a “hacer escuela”. Se ha creado un Centro de Estudios Michel Henry en la Universidad Saint Joseph de Beirut bajo la dirección del profesor Jad Hatem.[cita requerida]
Desde 2006, los archivos del filósofo han sido depositados por su esposa en la Universidad Católica de Lovaina, donde ahora forman el Fondo de Archivos Michel Henry, ubicado bajo la dirección del profesor Jean Leclercq. Este fondo también ha publicado una publicación anual, titulada Revue internationale Michel Henry, en colaboración con Louvain University Press desde 2010.[cita requerida]
Roland Vaschalde publica mensualmente desde 2010 un boletín henryiano, principalmente en francés y titulado La Gazette d'Aliahova (en referencia a la ciudad de Aliahova descrita en la novela de Michel Henry L'Amour les yeux fermés) informado regularmente de artículos, libros, cursos, conferencias y encuentros en torno al pensamiento de Michel Henry.[cita requerida]

## Obras traducidas al español
- Henry, Michel (1991). Fenomenología de la vida. Editorial Columna. ISBN 84-7809-266-8.

- Henry, Michel (2010). Fenomenología de la vida. UNGS-Prometeo Libros. ISBN 978-987-574-437-0.

- Henry, Michel (1997). La barbarie. Caparrós Editores. ISBN 978-84-87943-53-9.

- Henry, Michel (2001). Encarnación: una filosofía de la carne. Ediciones Sígueme. ISBN 978-84-301-1431-3.

- Henry, Michel (2007). Filosofía y fenomenología del cuerpo: ensayo sobre la ontología de Maine de Biran. Ediciones Sígueme. ISBN 978-84-301-1642-3.

- Henry, Michel (2002). Genealogía del psicoanálisis. Editorial Síntesis. ISBN 978-84-7738-960-6.

- Henry, Michel (2004). Palabras de Cristo. Ediciones Sígueme. ISBN 978-84-301-1521-1.

- Henry, Michel (2008). Ver lo invisible: acerca de Kandinski. Ediciones Siruela. ISBN 978-84-9841-150-8.

- Henry, Michel (2001). Yo soy la verdad. Ediciones Sígueme. ISBN 978-84-301-1427-6.

- Henry, Michel (2008). La felicidad de Spinoza. Ediciones La Cebra. ISBN 978-987-22884-8-8.

- Henry, Michel (2009). Fenomenología material. Ediciones Encuentro. ISBN 978-84-749-0910-4.

- Henry, Michel (2011). MARX. Vol 1. Una filosofía de la realidad. Ediciones La Cebra. ISBN 978-9872646448.

- Henry, Michel (2014). El hijo del rey. Editorial Nuevo Inicio. ISBN 978-84-942195-1-1.

- Henry, Michel (2015). La esencia de la manifestación. Ediciones Sígueme. ISBN 978-84-301-1895-3.